# باول د. هاركنز
باول د. هاركنز (بالإنجليزية: Paul D. Harkins)‏ هو عسكري أمريكي، ولد في 15 مايو 1904 في بوسطن في الولايات المتحدة، وتوفي في 21 أغسطس 1984 في دالاس في الولايات المتحدة.

## وصلات خارجية
- باول د. هاركنز على موقع الموسوعة البريطانية (الإنجليزية)
- باول د. هاركنز على موقع مونزينجر (الألمانية)